# Jättestjärnmask
Jättestjärnmask (Golfingia margaritacea) är en stjärnmaskart som först beskrevs av Sars 1851.  Jättestjärnmask ingår i släktet Golfingia och familjen Golfingiidae. Arten är reproducerande i Sverige.

## Underarter
Arten delas in i följande underarter:
- G. m. margaritacea
- G. m. ohlini